# 개발주의
개발주의(Developmentalism)는 경제 이론의 하나로, 제3세계가 발전하기 위해선 다양한 내수 시장을 촉진하고 수입품에 높은 관세를 부과해야 된다는 주장이다.

## 국내의 개발주의
한국에선 건설 투자가 늘어난 1990년대 중반 이후를 '신개발주의'라 부르기도 한다. 이는 개발 과정이 절차적 민주주의를 따른다는 점에서 이전과 구별되지만, 실제론 형식에 불과하며, 개발 혜택의 계층차별적인 분배, 환경 불평등, 친환경으로 위장된 환경 파괴 등의 폐해를 초래한다는 지적도 있었다. 물론 21세기 들어 활발해진 FTA로 대변되는 자유무역의 연장선상에서 보자면 반론도 있다. 애초에 주류경제학에서 보호무역은 자유무역보다 각국의 경제적 발전에 도움이 되지 않는다고 평가받는다.
이와 관련해 한국 근현대 시사 보도나 평론 등에서 군사독재정권 시절과 엮여 '개발독재'라는 용어가 사용되기도 했다. 다만 이 시절의 경우 내수 시장 촉진보단 노동자 혹사와 수출에 방점이 찍히긴 했다. 이후 내부적 문제가 곯다가 IMF 경제위기가 발생한다.

## 같이 보기
- 자유 무역
- 지속 가능한 발전